# پایگاه هوایی اوزوندژوو
پایگاه هوایی اوزوندژوو (به انگلیسی: Uzundzhovo Air Base)  یک فرودگاه نظامی  با کد یاتا HKV است که یک باند فرود بتن دارد و طول باند آن ۲۲۰۴ متر است. این فرودگاه در  کشور بلغارستان قرار دارد و در ارتفاع ۴۹ متری از سطح دریا واقع شده است.